# Alison P. Galvani
Alison P. Galvani (nacida en 1977) es una epidemióloga estadounidense. Es profesora de Epidemiología de Burnett and Stender Families en la Escuela de Salud Pública de Yale y directora del Centro de Modelado y Análisis de Enfermedades Infecciosas.

## Biografía
Se interesó en la biología después de leer The Blind Watchmaker de Richard Dawkins en la escuela secundaria. Ella le escribió a Dawkins y él respondió, animándola a postularse a la Universidad de Oxford. Obtuvo una licenciatura en ciencias biológicas de Oxford y continuó sus estudios allí, recibiendo un doctorado en epidemiología teórica.
El enfoque de la investigación de Galvani es la aplicación de la ecología evolutiva y la epidemiología en el estudio de enfermedades. Ha publicado más de 160 artículos académicos. Galvani ha dirigido el Centro de Modelado y Análisis de Enfermedades Infecciosas (CIDMA) desde 2013. En 2014, su equipo y ella publicaron una serie de artículos sobre la epidemia actual del virus del Ébola en África occidental. Fue nombrada Profesora de Salud Pública de las Familias Burnett y Stender en 2015. Es el miembro más joven de la facultad en la historia de la Escuela de Medicina de Yale en ser nombrada para una cátedra nombrada. Anthony Fauci, director del Instituto Nacional de Alergias y Enfermedades Infecciosas de EE. UU., describió a la Dra. Galvani como una estrella internacional en el campo del modelado de enfermedades infecciosas y comentó sobre sus contribuciones a la investigación:
“Ella ha hecho contribuciones importantes en nuestra comprensión de la dinámica y el impacto de una variedad de brotes de enfermedades infecciosas, incluidos el VIH/SIDA, el zika, el ébola y la influenza, entre muchos otros y ahora, más recientemente, el COVID-19. Ha sido un placer tenerla como una estimada colega y amiga.” 

## Premios y honores
- 2005 – Premio Joven Investigador (Sociedad Americana de Naturalistas)
- 2006 - Premio de la Fundación en Memoria de John Simon Guggenheim
- 2007 - Premio MacMillan
- 2007 - Beca del Instituto de Estudios Avanzados de Berlín
- 2012 – Premios Blavatnik para jóvenes científicos[1]
- 2013 - Premio Bellman